# Scottish FA Cup 1921/22
Der Scottish FA Cup wurde 1921/22 zum 44. Mal ausgespielt. Der wichtigste Fußball-Pokalwettbewerb im schottischen Vereinsfußball wurde vom Schottischen Fußballverband geleitet und ausgetragen. Er begann am 28. Januar 1922 und endete mit dem Finale am 15. April 1922 im Hampden Park von Glasgow. Als Titelverteidiger startete Partick Thistle in den Wettbewerb, das im Finale des Vorjahres gegen die Glasgow Rangers gewonnen hatte. Im diesjährigen Endspiel um den Schottischen Pokal standen sich Greenock Morton und die Rangers gegenüber. Die Tons aus Greenock erreichten zum ersten Mal in der Vereinsgeschichte das Pokalfinale. Die Rangers zogen zum zweiten Mal in Folge und zum elften Mal seit 1877 in das Finale ein. Die Tons gewannen das Finale durch ein Tor von Jimmy Gourlay mit 1:0. Die Rangers spielten ab etwa der 30. Spielminute zu zehnt, nachdem sich Andy Cunningham den Kiefer gebrochen hatte. Die gesamte Mannschaft der Tons aus der Saison 1921/22 wurde im Jahr 2014 in die Hall of Fame des Vereins aufgenommen. In der Schottischen Meisterschaft wurden die Rangers hinter Celtic Glasgow Vizemeister, die Tons wurden Tabellenzwölfter.

## 1. Runde
Ausgetragen wurden die Begegnungen am 28. Januar 1922. Die Wiederholungsspiele fanden am 1., 8. und 15. Februar 1922 statt.
|                       | Ergebnis |                       |
| --------------------- | -------- | --------------------- |
| FC Aberdeen           | 1:0      | FC Dumbarton          |
| Airdrieonians FC      | 1:0      | FC Dykehead           |
| Albion Rovers         | 6:0      | FC Johnstone          |
| Alloa Athletic        | 3:1      | FC St. Bernard’s      |
| FC Bathgate           | 3:2      | FC Helensburgh        |
| Blairgowrie Amateurs  | 1:5      | Queen of the South    |
| Buckie Thistle        | 1:2      | FC Royal Albert       |
| Celtic Glasgow        | 4:0      | FC Montrose           |
| FC Clackmannan        | 3:5      | FC Inverness Citadel  |
| FC Clydebank          | 1:1      | FC Arbroath           |
| FC Cowdenbeath        | 9:1      | FC Vale of Atholl     |
| Dundee Hibernian      | 0:2      | Broxburn United       |
| Dunfermline Athletic  | 3:1      | Stevenston United     |
| FC East Fife          | 0:3      | FC Motherwell         |
| FC East Stirlingshire | 3:1      | Douglas Wanderers     |
| FC Bo’ness            | 6:0      | FC Stranraer          |
| Forfar Athletic       | 0:3      | FC Falkirk            |
| Hamilton Academical   | 9:0      | Gala Fairydean Rovers |
| Heart of Midlothian   | 2:1      | FC Arthurlie          |
| Hibernian Edinburgh   | 3:0      | FC Armadale           |
| FC Caledonian         | 1:5      | FC Kilmarnock         |
| FC Clachnacuddin      | 0:5      | Glasgow Rangers       |
| FC King’s Park        | 1:1      | FC St. Johnstone      |
| Lochgelly United      | 1:5      | Ayr United            |
| Greenock Morton       | 4:0      | FC Vale of Leithen    |
| Partick Thistle       | 7:0      | FC Dumbarton Harp     |
| FC Queen’s Park       | 3:1      | Nithsdale Wanderers   |
| Raith Rovers          | 2:2      | FC Clyde              |
| FC St. Mirren         | 7:2      | FC Solway Star        |
| FC Stenhousemuir      | 0:2      | FC Dundee             |
| Third Lanark          | 6:0      | Leith Athletic        |
| FC Vale of Leven      | 1:0      | FC Fraserburgh        |

### Wiederholungsspiele
|                  | Ergebnis |                |
| ---------------- | -------- | -------------- |
| FC Arbroath      | 0:1      | FC Clydebank   |
| FC Clyde         | 1:0      | Raith Rovers   |
| FC St. Johnstone | 1:1      | FC King’s Park |

### 2. Wiederholungsspiel
|                | Ergebnis |                  |
| -------------- | -------- | ---------------- |
| FC King’s Park | *1:0 *   | FC St. Johnstone |

## 2. Runde
Ausgetragen wurden die Begegnungen am 11. und 18. Februar 1922. Die Wiederholungsspiele fanden zwischen dem 14. und 18. Februar 1922 statt.
|                       | Ergebnis |                      |
| --------------------- | -------- | -------------------- |
| FC Aberdeen           | 1:1      | FC Queen’s Park      |
| Albion Rovers         | 1:1      | Glasgow Rangers      |
| Ayr United            | 0:1      | Partick Thistle      |
| FC Bathgate           | 1:0      | FC Falkirk           |
| FC Clyde              | 5:1      | FC Bo’ness           |
| FC Cowdenbeath        | 0:0      | Airdrieonians FC     |
| FC East Stirlingshire | 2:1      | Dunfermline Athletic |
| Heart of Midlothian   | 2:2      | Broxburn United      |
| FC Inverness Citadel  | 2:2      | Queen of the South   |
| FC Kilmarnock         | 1:4      | FC St. Mirren        |
| FC King’s Park        | 1:4      | Hamilton Academical  |
| Greenock Morton       | 1:1      | FC Clydebank         |
| FC Motherwell         | 3:2      | Hibernian Edinburgh  |
| FC Royal Albert       | 0:1      | FC Dundee            |
| Third Lanark          | 0:1      | Celtic Glasgow       |
| FC Vale of Leven      | 0:0      | Alloa Athletic       |

### Wiederholungsspiele
|                     | Ergebnis |                      |
| ------------------- | -------- | -------------------- |
| Airdrieonians FC    | 4:1      | FC Cowdenbeath       |
| Alloa Athletic      | 1:0      | FC Vale of Leven     |
| Heart of Midlothian | 2:2      | Broxburn United      |
| FC Clydebank        | 1:3      | Greenock Morton      |
| Queen of the South  | 2:1      | FC Inverness Citadel |
| FC Queen’s Park     | 1:2      | FC Aberdeen          |
| Glasgow Rangers     | 4:0      | Albion Rovers        |

### 2. Wiederholungsspiel
|                     | Ergebnis |                 |
| ------------------- | -------- | --------------- |
| Heart of Midlothian | 3:1      | Broxburn United |

## Achtelfinale
Ausgetragen wurden die Begegnungen am 25. Februar 1922.
|                     | Ergebnis |                       |
| ------------------- | -------- | --------------------- |
| FC Aberdeen         | 3:0      | FC Dundee             |
| Celtic Glasgow      | 1:3      | Hamilton Academical   |
| Heart of Midlothian | 0:4      | Glasgow Rangers       |
| Greenock Morton     | 4:1      | FC Clyde              |
| FC Motherwell       | 1:0      | Alloa Athletic        |
| Partick Thistle     | 3:0      | FC Bathgate           |
| Queen of the South  | 2:0      | FC East Stirlingshire |
| FC St. Mirren       | 3:0      | Airdrieonians FC      |

## Viertelfinale
Ausgetragen wurden die Begegnungen am 11. März 1922. Die Wiederholungsspiele fanden am 14. und 15. März 1922 statt.
|                     | Ergebnis |                 |
| ------------------- | -------- | --------------- |
| Hamilton Academical | 0:0      | FC Aberdeen     |
| FC Motherwell       | 1:2      | Greenock Morton |
| Queen of the South  | 0:1      | Partick Thistle |
| Glasgow Rangers     | 1:1      | FC St. Mirren   |

### Wiederholungsspiele
|               | Ergebnis |                     |
| ------------- | -------- | ------------------- |
| FC Aberdeen   | 2:0      | Hamilton Academical |
| FC St. Mirren | 0:2      | Glasgow Rangers     |

## Halbfinale
Ausgetragen wurden die Begegnungen am 25. März und 1. April 1922.
|                 | Ergebnis |                 |
| --------------- | -------- | --------------- |
| Greenock Morton | *3:1 *   | FC Aberdeen     |
| Glasgow Rangers | *2:0 *   | Partick Thistle |

## Finale
| Greenock Morton                                                        | Greenock Morton | Glasgow Rangers | Glasgow Rangers |
| ---------------------------------------------------------------------- | --- | --- | --------------- |
| Greenock Morton                                                        | \| Finale \| \| Samstag, 15. April 1922 um 15:00 Uhr (UTC±0) in Glasgow (Hampden Park) \| \| Ergebnis: 1:0 (1:0)[2] \| \| Zuschauer: 75.000 \| \| Spielbericht \| | \| Finale \| \| Samstag, 15. April 1922 um 15:00 Uhr (UTC±0) in Glasgow (Hampden Park) \| \| Ergebnis: 1:0 (1:0)[2] \| \| Zuschauer: 75.000 \| \| Spielbericht \|                                        | Glasgow Rangers |
| Greenock Morton                                                        | Dave Edwards – Jock McIntyre, R. Brown, Jimmy Gourlay, Wright, Bob McGregor, Alex McNab, McKay, Buchanan, A. Brown, McMinn Cheftrainer: Bob Cochrane              | William Robb – Bert Manderson, Billy McCandless, David Meiklejohn, Arthur Dixon, Tommy Muirhead, Sandy Archibald, Andy Cunningham, Geordie Henderson, Tommy Cairns, Alan Morton Cheftrainer: Bill Struth | Glasgow Rangers |
| Greenock Morton                                                        | 1:0 Jimmy Gourlay (20.) | | Glasgow Rangers |
| Finale                                                                 | | |                 |
| Samstag, 15. April 1922 um 15:00 Uhr (UTC±0) in Glasgow (Hampden Park) | | |                 |
| Ergebnis: 1:0 (1:0)                                                    | | |                 |
| Zuschauer: 75.000                                                      | | |                 |
| Spielbericht                                                           | | |                 |